# 間接民主主義
間接民主主義（かんせつみんしゅしゅぎ、英: indirect democracy）とは、国民が選挙において代表者を選出し、一定期間その代表者に権力の行使を委託することで間接的に政治参加を行い、民意の反映・実現を図る政治体制のことである。間接民主制（かんせつみんしゅせい）とも呼ばれる。
現代において間接民主主義は国や地域などの至る所で広く採用されており、戦後の日本国憲法でも間接民主制の立場を採ることを前文・第41条・第43条で明示している。ただし、多様な国民の利害を全て反映することはできないため直接民主主義との併用によって、その欠陥は補われる。
| 同義語・類義語        | 議会制民主主義          | 対義語                         |
| --------------------- | ----------------------- | ------------------------------ |
| - 代議制 - 代表民主制 | - 議会制民主主義 など。 | - 直接民主制 - 独裁制 - 君主制 |

多くの時代の国や地域において各種の合議制が見られていたが、古代ギリシアのアテナイでの民会は主に直接民主主義が行われた。古代ローマでは共和制ローマ以降に、貴族による元老院と平民による民会が議会となり、それぞれ現在の上院・下院の起源となった。
近代では18世紀の啓蒙主義や自由主義思想の普及もあり、フランス革命で議会（憲法制定国民議会、立法議会、国民公会）が開設された。また、18世紀から20世紀にかけて多くの国や地方で、制限選挙から男子普通選挙や、更に女性参政権が認められるようになった。
日本で最初に議会制民主主義の制度を提言したのは、赤松小三郎とされる。幕末期の1867年5月に、元越前・福井藩主の松平春嶽に「御改正之一二端奉申上候口上書」を提出し、島津久光と幕府にも春嶽宛のものと同様の建白書を提出した。

## 比較

### 長所

#### 物理的制約
直接民主制では、国民などの構成員が増加すると議会などに会して意思決定する事が運用的に困難になる。仮に大半の構成員が1時点で1か所に集まる事ができても、時間は有限であるために相反する意見が存在するなかで実質的な議論を行うためには議論の参加者を限定する必要が発生する。間接民主制では、実際に議会などに集合し議論するのは代表者（代議員）だけで良いため、現実的で効率的な参加や議論が可能である。

#### 質的要因
直接民主制では構成員個々の知見や意思が直接政治に反映するため、専門的・複雑な問題では、構成員全体の知識および意識が高くない限り、衆愚政治に陥る危険性がある。間接民主制では、構成員がより適任と考えた知識や意識を持った代表者を選出することが可能である。また直接民主制では参加する構成員は原則全員のため、本業の傍らでボランティアあるいは副業的に参加する形となるが、間接民主制では議員に費用を支給する事が可能であり、専業として複雑な政治課題の調査対応に専念することもできる（後述の職業政治家も参照）。
なお第二次世界大戦終結後のドイツでは、1930年代に国家社会主義ドイツ労働者党（ナチス）が国民投票や住民投票の形で合法的にヒトラーによる独裁政権の確立や領土併合の事後承認を得たことへの反省から、国民投票を認めていない。

### 短所

#### 正統性
民主主義の正統性はその構成員からの信託に由来するため、その正統性もまた原理的に間接的であり、間接民主制は直接民主制を超えた正統性を得る事はできない。仮に、選挙制度、選挙時点では未発生の問題の発生、選挙時の公約と選挙後の当選者の言動などに問題や相違が発生した場合には、その正統性には疑問が発生する。

#### 民意の反映精度
直接民主制は構成員から直接意見を収集するため、手間はかかるが収集漏れは原則として発生しないことが保証される。間接民主制では、この作業は、収集数・収集範囲を含め議員の裁量に任される。このため、民意の反映は次回以降の選挙による信任となるが、その場合でも議員の行った判断やその理由などが、正しく構成員に開示され評価される事が必要となる。

#### 選挙制度による影響
選挙制度により、選出議員の民意反映特性が大きく影響を受けるが、選挙制度は多数の歴史的・政治的経緯や要因により成立しており、各政治制度の長所・短所も存在するため、あらゆる観点から平等または公正な制度は存在していない。
小選挙区制は、二大政党制を誘導しやすく争点の明確化や政権交代が期待できるが、死票が多く、選挙結果はゲリマンダーなどの区割りや候補者調整などに大きく影響されうる。二大政党制の欠点(二大政党間で合意された談合に対する抵抗手段を有権者は持たない等)も負わねばならない。
比例代表制は、構成員の民意の分布を比較的正確に議員の比率に反映させる事が可能な反面、小党分立が長期化する場合があり、政党を立候補単位とする方式では政党中心の選挙および選択となる。
供託金は、選挙に出馬する時点で仮に通貨を預け、一定条件を満たすと返ってくる制度であるが、日本の場合、国政選挙への出馬時に300万円（比例代表の場合は600万円）の供託金が必要になる。これは個人の資産によって国政選挙に被選挙人として出馬する機会を大きく制限する点が問題である。国自体が不況になり、国民一人当たりの貯蓄額の中央値が300万円未満になれば、国民の約半分の人は国政選挙への出馬する機会をとても得づらくなる制度である。
国民が出馬して国民が選ぶのではなく、国民が資金によって出馬すらできなくなるような制度は国民の意見を反映させるという点で大きな問題点の一つである。また、新規政党として、与党を形成するには議員の人数、数が必要になる。その際、多人数を新規政党から出馬することになるが、新規政党から10人出馬させる供託金は3000万円、30人出馬させる供託金は9000万円、となり、国政選挙で新規政党が民意を反映させる形で与党形成をさせることがとても困難な制度でもある。
この点で現政権や現政権運営をしている党や現野党が権力的財政的に腐敗した場合、新規政党と政権交代することがとても困難な制度でもある。

#### 職業政治家による判断能力の独占
構成員は選挙の時のみ政治に関与し、多くの場合には次の選挙までは代議員に委託してしまう。構成員は議会での実質的な議論や情報から排除され、議員のような責任や給与も提供されないため、政治課題調査能力を養成する機会に乏しく、一部は民主主義本来の構成員としての当事者意識や責任感が希薄となり、政治的無関心に陥る。辛うじて当事者意識を保つ構成員も、行政情報へのアクセス権限や政治課題調査能力に於いて職業政治家との圧倒的な差があるため、職業政治家を検証・理解することができない。もはや理解を越える存在となった職業政治家に対し構成員ができることは、根拠を検証せずに盲信するか、根拠を検証しない点は盲信と変わらないが逆に、不信感を募らせることの二つしかない。

## 議論
ジャン・ジャック・ルソーは『社会契約論』でイギリスを例に取り「人民は自由だと思っているが、それは大間違いだ。彼らが自由なのは、議員を選挙する間だけのことで、議員が選ばれるや否や、人民は奴隷となり、無に帰してしまう。その自由な短い期間に、彼らが自由をどう使っているかを見れば、自由を失うのも当然である」と述べ、真の民主制は直接民主制と主張した。
カール・マルクスは、議会制度はブルジョアによる欺瞞（ブルジョア民主主義）であるとして、暴力革命とプロレタリア独裁を提唱し、共産主義と呼ばれるようになった。これに対して、一部の社会主義者は社会民主主義や民主社会主義を主張した。また一部の社会主義国は人民民主主義を採用した。

## 関連文献
発行年順。
- 村田氏寿、中根雪江『続再夢紀事』日本史籍協会 編、6巻（東京大学出版会〈日本史籍協会叢書111〉、1974年）、国立国会図書館書誌ID:18111103201328。日本史籍協会大正11年刊の複製。
- 「続再夢紀事」菊地明、伊東成郎 編『新選組史料大全』（KADOKAWA、2014年）国立国会図書館書誌ID:025755097。
  - 改題、合本加筆、再編集した既刊は『新選組史料集』（新人物往来社 1993年）、『新選組史料集 続』（同、2006年）。
- 『續再夢紀事』6巻、オンデマンド版（東京大学出版会〈日本史籍協会叢書111〉、2015年）、国立国会図書館書誌ID:026089676、ISBN 978-4-13-009411-5。